# Capharnaum (groupe)
Pour les articles homonymes, voir Capharnaüm (homonymie).
Pour les articles homonymes, voir Capharnaum.
Capharnaum est un groupe américain de deathgrind, originaire d'Avon, dans le Connecticut, actif entre 1993 et 1999, puis de 2003 à 2009.

## Histoire
Capharnaum est formé en 1993 par Jason et Jordan Suecof, qui sont les seuls membres constants du groupe. Certains membres jouent encore dans d'autres groupes, comme Mike Poggione (Monstrosity) et Matthew Heafy (Trivium). 
En 1997, le groupe sort son premier album, Reality Only Fantasized. Un an plus tard, ils enregistrent la démo Plague of Spirits. En 2004, ils sortent l'album Fractured, enregistré dans les studios Audio Hammer par Jason Suecof, sous le label Willowtip Records, et attirent l'intérêt de la presse spécialisée,,,.

## Style musical
Le style musical de Capharnaum est décrit comme un mélange de Nile et d'Obituary. Il se caractérise notamment par un style de jeu exigeant et technique. Le groupe fait également appel à des emprunts au jazz.

## Discographie
- 1997 : Reality Only Fantasized
- 1998 : Plague of Spirits (démo)
- 2004 : Fractured